# Матејски брод
Матејски брод је вишеслојни археолошки локалитет који се налази на обали некадашњег речног корита Малог Бегеја у општини Нови Бечеј. Припада категорији археолошких споменика од великог значаја, уписан у централни регистар 1995. године. Локалитет се датује у Винчанско-плочничка фазу, односно на налазишту се може пратити континуирани развој насеља Старчевачке културе преко рановинчанске културе до позне протопотиске и потиске културе.
Прво археолошко ископавање започело је 1949. под руководством Шандора Нађа, тадашњег управника Градског музеја у Зрењанину и трајало је до 1952. године. Истраживања су после дуже паузе настављена 1962. године и трајала су до 1965. године, под руководством Р. Радишића, кустоса Народног музеја у Зрењанину.

## Насеље
На локалитету су откривени остаци надземних објеката, који припадају неолитском периоду. Куће, које су грађене од масивних греда, правоугаоног су облика и имале су неколико просторија са подом и потпатосницом и вероватно двосливни крив. Подови и зидови су имали оплату од иловаче. Откривени су остаци винчанско-плочничке керамике према којима је млађи хоризонт датован у развијену винчанско-плочничку фазу.
Керамика је орнаментисана типичним украсима Потиске културе. Од мотива јавља се меандар и урезани угласти мотив. На локалитету је откривен и неолитски идол, фигура која седи, са посудом у руци. Претпоставља се да представља земљорадничко божанство.
Најмоћнији део културног слоја на Матејском броду припада потиској култури. Откривено је десет надземних кућа. Куће су чиниле греде и облице облепљене блатом. Дебљина зидова износила је око 30 центиметара. Из периода бронзаног доба пронађене су урне са остацима спаљених покојника.